# آاگ گ.۱
آاگ گ.۱ (انگلیسی: AEG G.I)نام یک هواپیمای دو باله بمب افکن است که از آن در جنگ جهانی اول استفاده شده است. این جنگندهٔ بمب افکن برای نخستین بار در سال ۱۹۱۵ میلادی به پرواز درآمد.